# Vigo di Cadore
Vigo di Cadore est une commune italienne de la province de Belluno, dans la région Vénétie.

## Administration
| Période                                  | Période | Identité | Étiquette | Qualité |
| ---------------------------------------- | ------- | -------- | --------- | ------- |
|                                          |         |          |           |         |
| Les données manquantes sont à compléter. |         |          |           |         |

### Hameaux
Laggio, Pelos, Pinié

### Communes limitrophes
Auronzo di Cadore, Forni di Sopra, Lorenzago di Cadore, Lozzo di Cadore, Prato Carnico, Santo Stefano di Cadore, Sappada, Sauris